# Shepard Fairey
Frank Shepard Fairey, OBEY, (nacido el 15 de febrero de 1970 en Charleston, Carolina del Sur, Estados Unidos) es un artista urbano y diseñador gráfico estadounidense, famoso por el icónico cartel con la leyenda "Hope" utilizado por Barack Obama durante su campaña presidencial. Sus diseños toman elementos del cartelismo de propaganda política de mediados del siglo XX.
Incluyendo lemas como "Piensa y crea, imprime y destruye", que mezclan lo subversivo con el entretenimiento, su temática y estética viene a ser a menudo una mezcla entre caricatura y revival de la propaganda política, las ideas situacionistas y las revoluciones estético-filosóficas de los años sesenta, trasfondos temáticos muy comunes en el arte de finales de los 90 y principios del presente siglo.
Su situación como artista es controvertida, manteniendo trabajos de diseño gráfico y publicidad con grandes marcas por un lado, y enfrentándose a detenciones en diversos países por vandalismo urbano con sus intervenciones, siendo de esta manera un representante marcado de la discusión sobre el papel del artista y su ideología en el momento presente de la historia de las sociedades capitalistas. 
Reivindica el espacio público como espacio principal para la vida artística y cultural, proponiendo una crítica a la hegemonía estética y presencial de la publicidad, encabezada por las grandes corporaciones financieras.

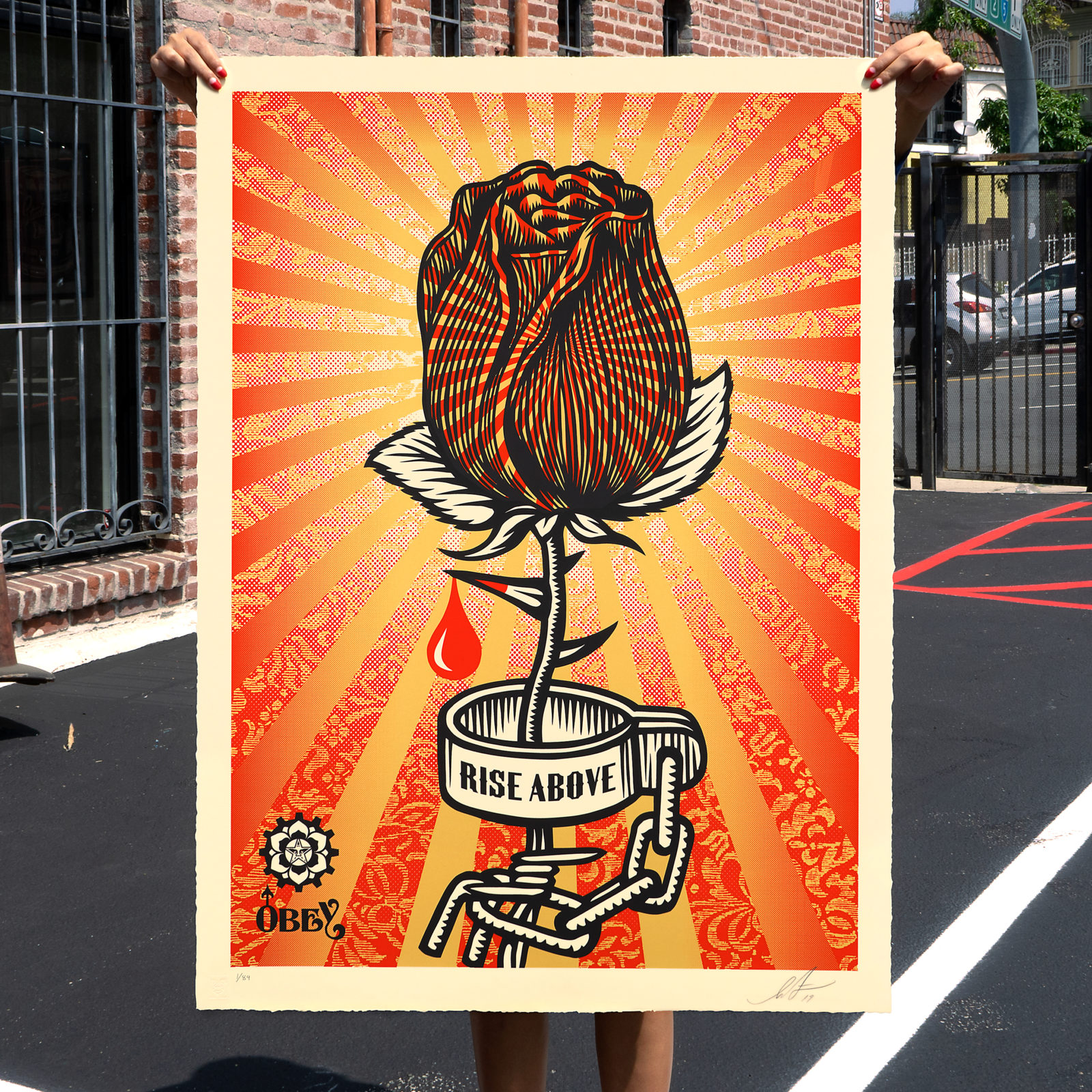
Rose Shackle 30 aniversario

## Intervenciones callejeras

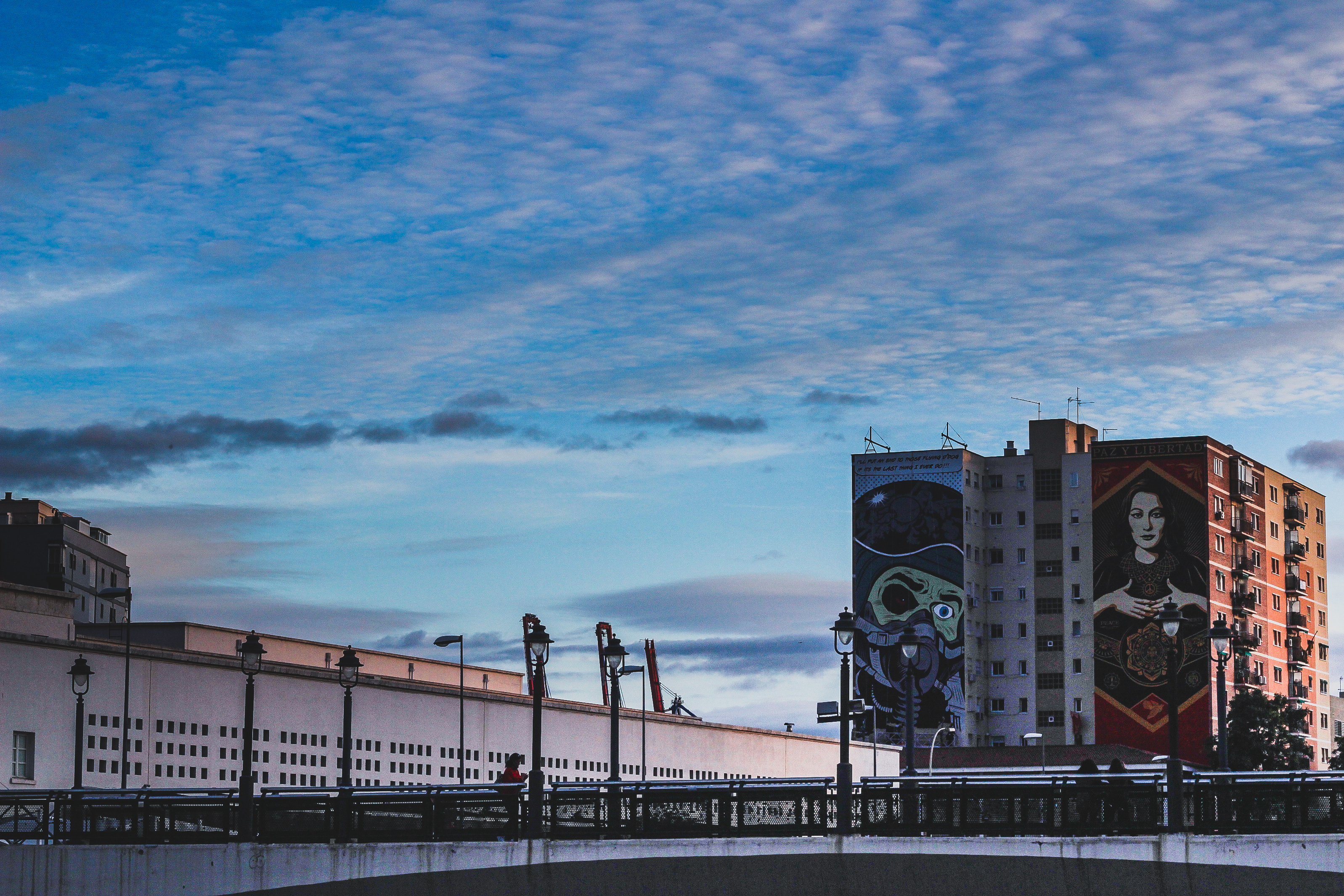
Mural gigante de Obey titulado "Paz y Libertad" junto a otro del artista D*Face en el Soho de Málaga, España.

Shepard Fairey fue uno de los primeros artistas urbanos de finales del siglo XX en propagar la técnica de pegatinas como intervención callejera.
Sus primeras pegatinas mostraban una foto en alto contraste de André el Gigante, como mensaje sin contenido y con la principal intención de sorprender al viandante y espectador. Define este trabajo como "un experimento de fenomenología". Comenzó a repartir de forma gratuita estas pegatinas, convirtiéndose poco a poco en un icono de la cultura popular contemporánea. Ha realizado diferentes versiones del mismo tema, y también las ha incluido en exposiciones, pósteres, camisetas, diseños para estampados de monopatín, etc.
Otros de sus trabajos callejeros más destacados son los pósteres de grandes dimensiones, con los que empapela paredes a la vista de los viandantes en diferentes países a los que viaja. En estos pósteres suele estar presente una temática política velada o una sugerencia de reflexión sobre los estereotipos de discusión estética, social o política. Su estilo está basado en parte en el cartelismo ruso de la era del comunismo y en el arte pop, con elementos claros del cómic estadounidense. Entre los motivos de esta temática están las efigies de  Lenin o del Subcomandante Marcos, aunque Fairey afirma no estar haciendo propaganda, sino buscar una provocación o un contraste.

## Obey

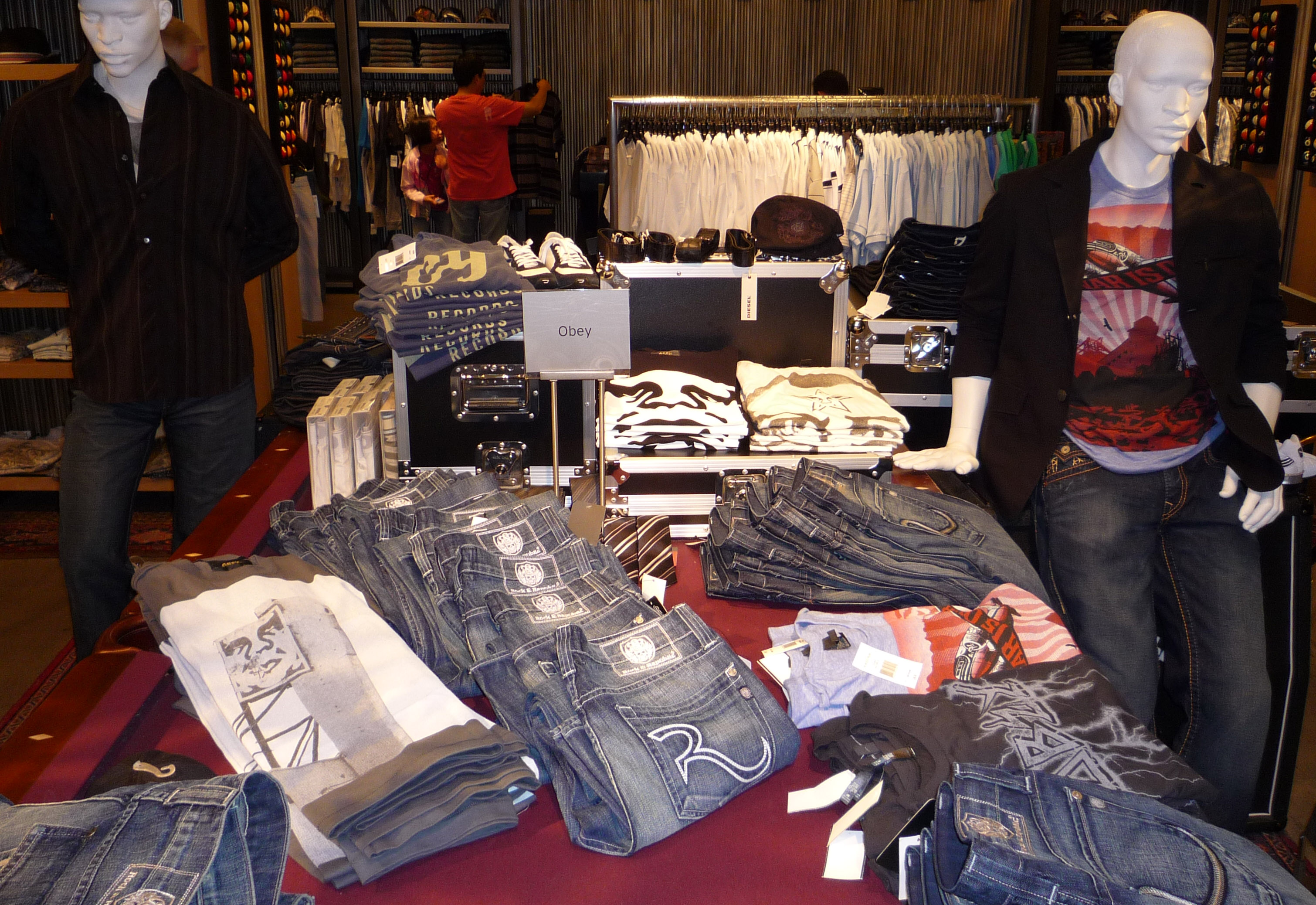
Ropa de la colección OBEY en una tienda de Nordstrom

Se conoce bajo el nombre de Obey la obra callejera más representativa de Shepard Fairey. Como en otros artistas de grafiti, este nombre sirve tanto para el acrónimo de la obra como para el pseudónimo de Fairey durante su ejecución. Consiste en una serie de pegatinas -más tarde pósteres- con el rostro de André el Gigante(André the GIANT) en diferentes variaciones de alto contraste. El lema/nombre original era GIANT HAS A POSSE (=El Gigante tiene una pandilla), pero más tarde el concepto de Fairey empezó a hacer más presentes aspectos de filosofía social y crítica del sistema, y fue incluyendo la palabra OBEY (=Obedece) sumando así mayor impacto y absurdo a la estética del tema.
En palabras de Fairey:

"La campaña Obey puede ser explicada como un experimento de Fenomenología. La principal intención de la Fenomenología es redespertar un sentido de fascinación hacia el entorno de uno. La campaña Obey intenta estimular la curiosidad y atraer a la gente a cuestionar tanto la campaña como sus relaciones con quienes les rodean. Dado que la gente no está acostumbrada a ver anuncios o propaganda cuyos motivos no sean obvios, los encuentros frecuentes y noveles con la propaganda Obey provocan pensamiento y posible frustración, y en cualquier caso revitaliza la percepción y atención del espectador a los detalles."

Las primeras pegatinas fueron fotocopiadas y colocadas por Fairey de forma local o en sus viajes, pero pronto empezó a repartir copias, imprimirlas con calidad de papel, definición y tintas, y enviarlas por correo a amigos y curiosos, haciendo que sus pegatinas fuesen colocadas en los espacios colectivos de muchos países. Remitiría personalmente copias de pegatinas de la gama OBEY GIANT gratuitamente, a cambio de otros trabajos que otros artistas le enviasen. En la página web oficial de OBEY recibe colaboraciones internacionales de los aficionados y seguidores de este fenómeno-manifestación, bootlegs de las primeras versiones de GIANT, así como enlaces a trabajos y proyectos de otros artistas.

## Diseño gráfico
Shepard Fairey cubre el campo del diseño gráfico como empleo regular, formando parte del gabinete publicitario "BlackMarket"(Blkmrkt). Ha realizado diseños para conocidas marcas, como Dew o Pepsi-cola, Adidas, Epitaph, monopatines Real Skateboards, y músicos de renombre como Sepultura, Chuck D de Public Enemy, Black Eyed Peas, Dub Pistols, entre otros. También cuenta con su propia marca de accesorios como ropa, gorras, etc. La mayoría usadas por jóvenes.

## Retrato de Barack Obama
Su retrato de Barack Obama con la leyenda "Hope" fue utilizado por dicho presidente de los Estados Unidos durante su campaña presidencial. La obra forma parte de la colección de retratos de la National Portrait Gallery del Museo Smithsonian de Washington (EE. UU.).

## Apariciones
Shepard Fairey aparece en el videojuego Marc Eckō's Getting Up: Contents Under Pressure para dar consejo al protagonista, un grafitero llamado Trane.
Aparece además en un episodio de la temporada 23 de la serie Los Simpsons al mostrarse impresionado por las obras de Bart.
También es conocida su aparición en la serie Padre de Familia cuando Peter Griffin pintaba la cara de André el Gigante en lugar de la imagen de la Capilla Sixtina.
Partes de entrevistas con él pueden ser encontradas también en el documental Exit Through the Gift Shop, documental sobre Banksy sobre el arte urbano.